# Anthony Heald
Philip Anthony Mair Heald (n. 25 august 1944, New Rochelle⁠(d), New York, SUA) este un actor american cunoscut pentru rolul doctorului Frederick Chilton⁠(d) în Tăcerea mieilor și Dragonul roșu, respectiv pentru rolul directorului adjunct Scott Guber⁠(d) în serialul Boston Public⁠(d). A interpretat rolul judecătorului Cooper în The Public⁠(d) și Boston Legal. De asemenea, a apărut în episodul „Closure⁠(d)” din serialul Dosarele X.

## Biografie
Heald s-a născut în New Rochelle, New York⁠(d), fiul unui redactor⁠(d). A absolvit Universitatea de Stat din Michigan⁠(d) în 1971.

### Cariera
Heald a activat pentru o lungă perioadă în Broadway și a fost nominalizat de două ori la premiul Tony pentru rolul său ca Lord Evelyn Oakleigh în Anything Goes⁠(d) (1988) și Love! Valour! Compassion!⁠(d) (1995). A mai apărut în piesele The Lisbon Traviata⁠(d) (1989), Inherit the Wind⁠(d) (1998) și Lips Together, Teeth Apart⁠(d) (1991), respectiv în filmul Tentacule⁠(d) (1998).
Acesta a înregistrat peste 60 de cărți vorbite, inclusiv lucrări precum Where the Red Fern Grows⁠(d), The Pelican Brief, Jurassic Park și Midnight in the Garden of Good and Evil⁠(d), unele lucrări de Philip K. Dick și numeroase titluri Star Wars.
A apărut în serialul Miami Vice („The Prodigal Son”), X-Men: Ultima înfruntare (2006) și în ultimul episod al serialului Cheers. Mai târziu, a avut un rol episodic în Frasier A apărut în filmul Minori fără însoțitori în rolul unui angajat al aeroportului căruia îi displace Crăciunul.

## Viața personală
Heald locuiește în Ashland, Oregon⁠(d) împreună cu soția sa Robin (fiica violonistei Karen Tuttle⁠(d)) și copiii Zoe și Dylan. S-a convertit la iudaism⁠(d), credința soției sale. Apare în mod regulat în producțiile desfășurate în cadrul Festivalului Shakespeare din Oregon⁠(d). În timpul ediției din 2010 a festivalului, Heald l-a interpretat pe Shylock⁠(d) în Neguțătorul din Veneția.

## Filmografie
- 1983 Silkwood
- 1984 Teachers - Narc
- 1984 The Beniker Gang - Mr. Uldrich
- 1986 Fresno - Kevin Kensington
- 1986 Tales from the Darkside/ episodul „Comet Watch" (2/13) - Englebert Ames
- 1987 Outrageous Fortune - agentul Weldon
- 1987 Happy New Year
- 1987 Orphans
- 1990 Postcards from the Edge - George Lazan
- 1991 The Silence of the Lambs - Dr. Frederick Chilton
- 1991 The Super - Ron Nessim
- 1992 Whispers in the Dark -  Paul
- 1993 Searching for Bobby Fischer - Fighting Parent
- 1993 The Ballad of Little Jo - Henry Grey
- 1993 The Pelican Brief - Marty Velmano
- 1994 The Client - agentul FBI Larry Trumann
- 1995 Kiss of Death - Avocatul Jack Gold
- 1995 Bushwhacked - Reinhart Bragdon
- 1996 A Time to Kill - Dr. Wilbert Rodeheaver
- 1998 Deep  Rising - Simon Canton
- 1999 8mm - Daniel Longdale
- 2000 Proof  of Life - Ted Fellner
- 2002 Red Dragon - Dr. Frederick Chilton
- 2006 X-Men: The L-t Stand - agent FBI
- 2006 Accepted -  Dean Richard Van Horne
- 2014 Sam & Cat (TV Series) - Dr. Slarm
- 2020 Alone - Robert